# آلفا ایسر
آلفا ایسر (انگلیسی: Alfa Aesar) شرکت آمریکایی مستقر در ماساچوست است که در زمینه تولید و فرآوری مواد شیمیایی آزمایشگاهی و تحقیقاتی فعالیت دارد. این شرکت در کشورهای مختلف دارای کارخانجات تولیدی می باشد.
ایسر نماینده جزئی  برای فروش محصولات معدنی جانسون متی (Johnson Matthey)در ایالات متحده آمریکا بود و هیچ گونه تولیدی انجام نمیداد وکار آن فقط به عنوان یک محل توزیع بود.پس از تصاحب شرکت آلفا و تغییر مکان آن به ایسر در WARD Hillجانسون متی مالکیت کامل را به دست گرفت .